# Lista francuskich okrętów podwodnych
To lista okrętów podwodnych Marine nationale, podana chronologicznie według typów. Daty oznaczają okres budowy danego typu.

## Okręty konwencjonalne

### Lata 1863–1922

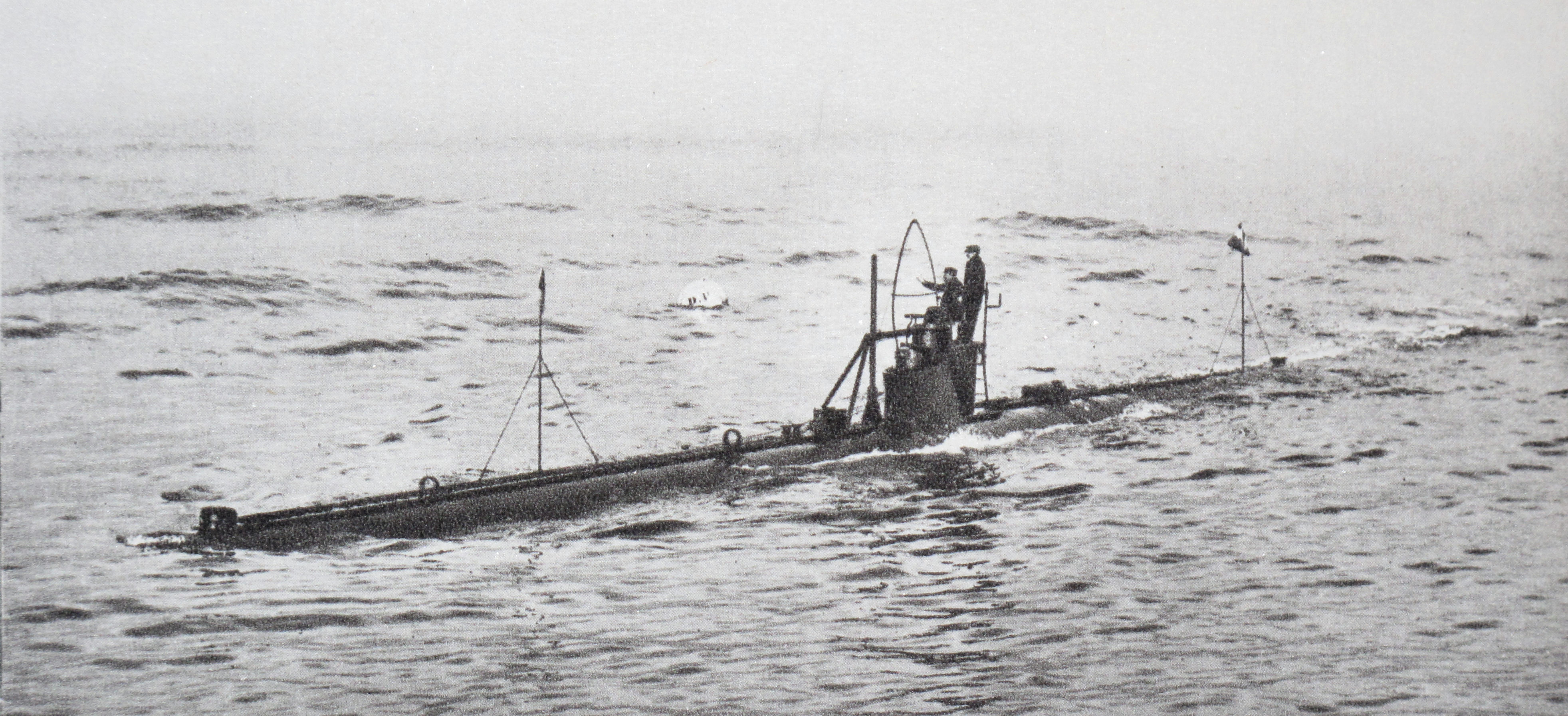
„Gustave Zédé” (Q2)

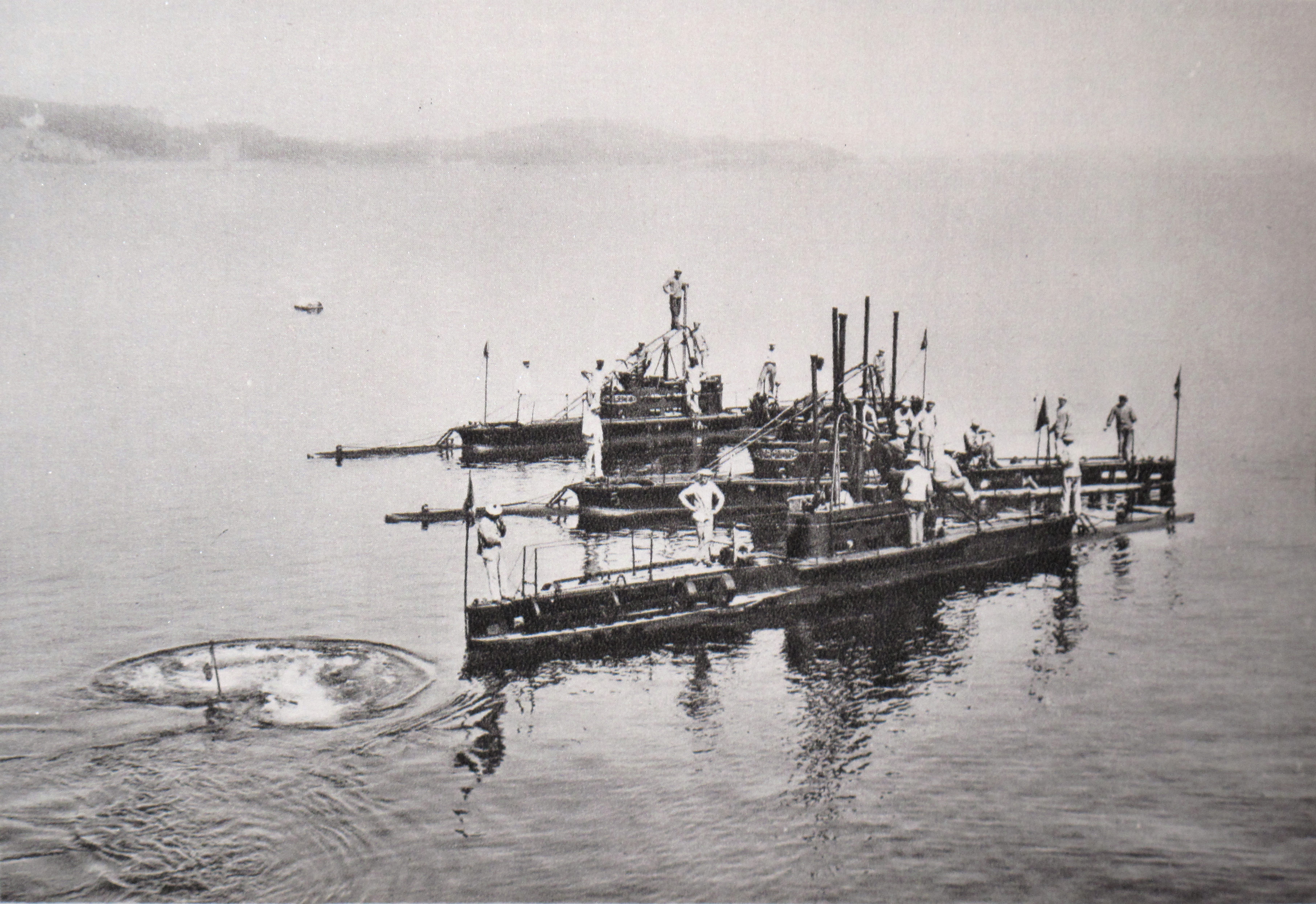
„Grondin” (Q31)

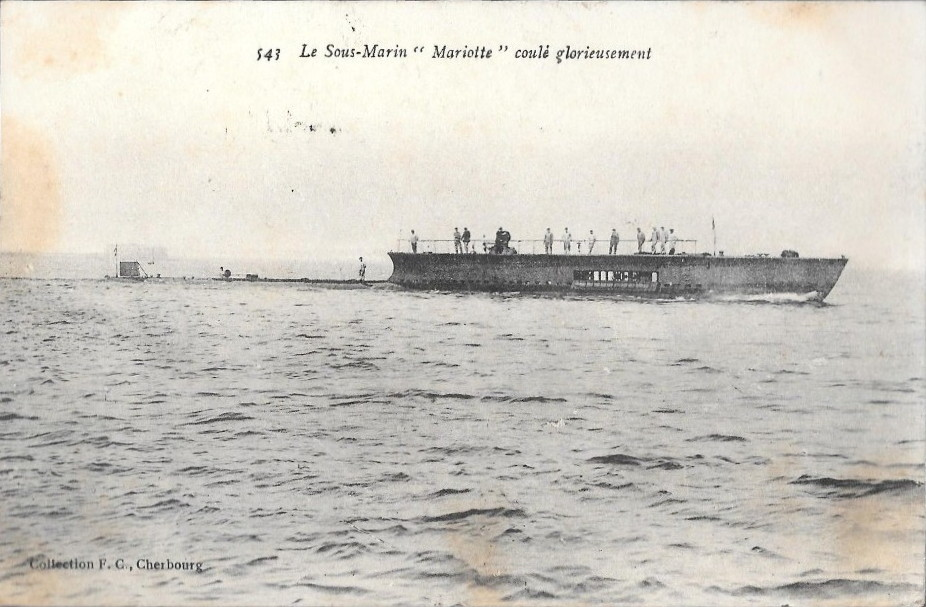
„Mariotte” (Q74)

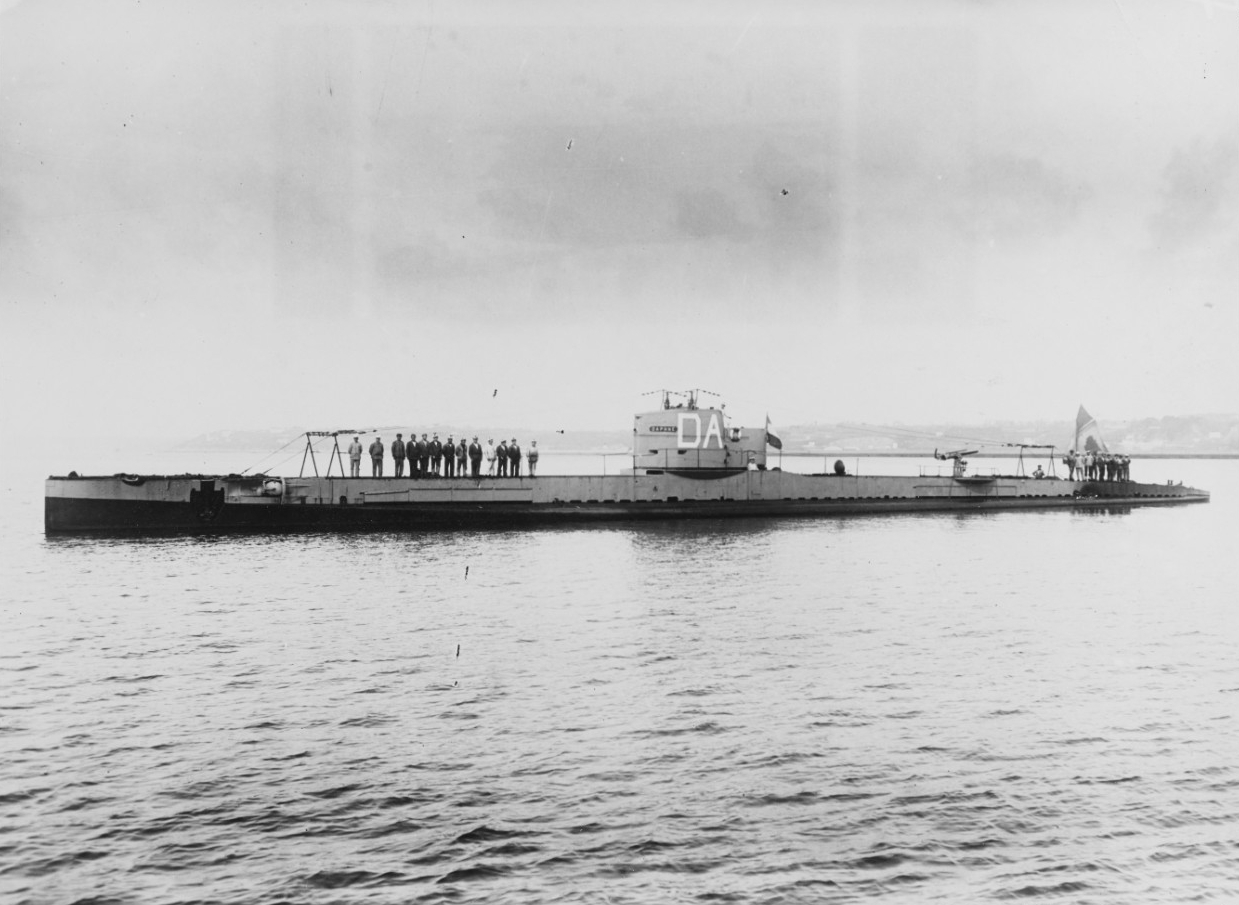
„Daphné” (Q108)

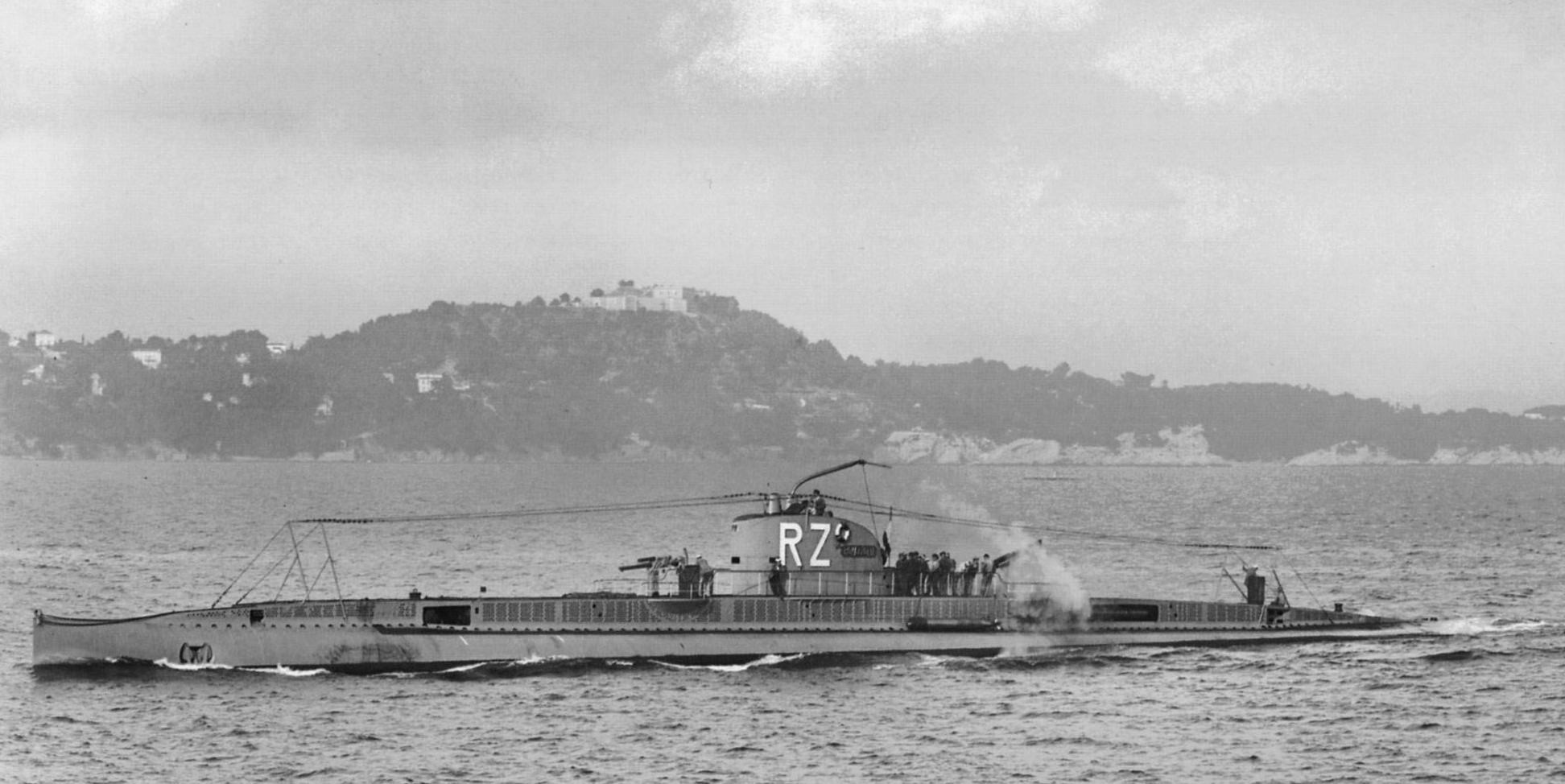
„Romazzotti” (Q114)

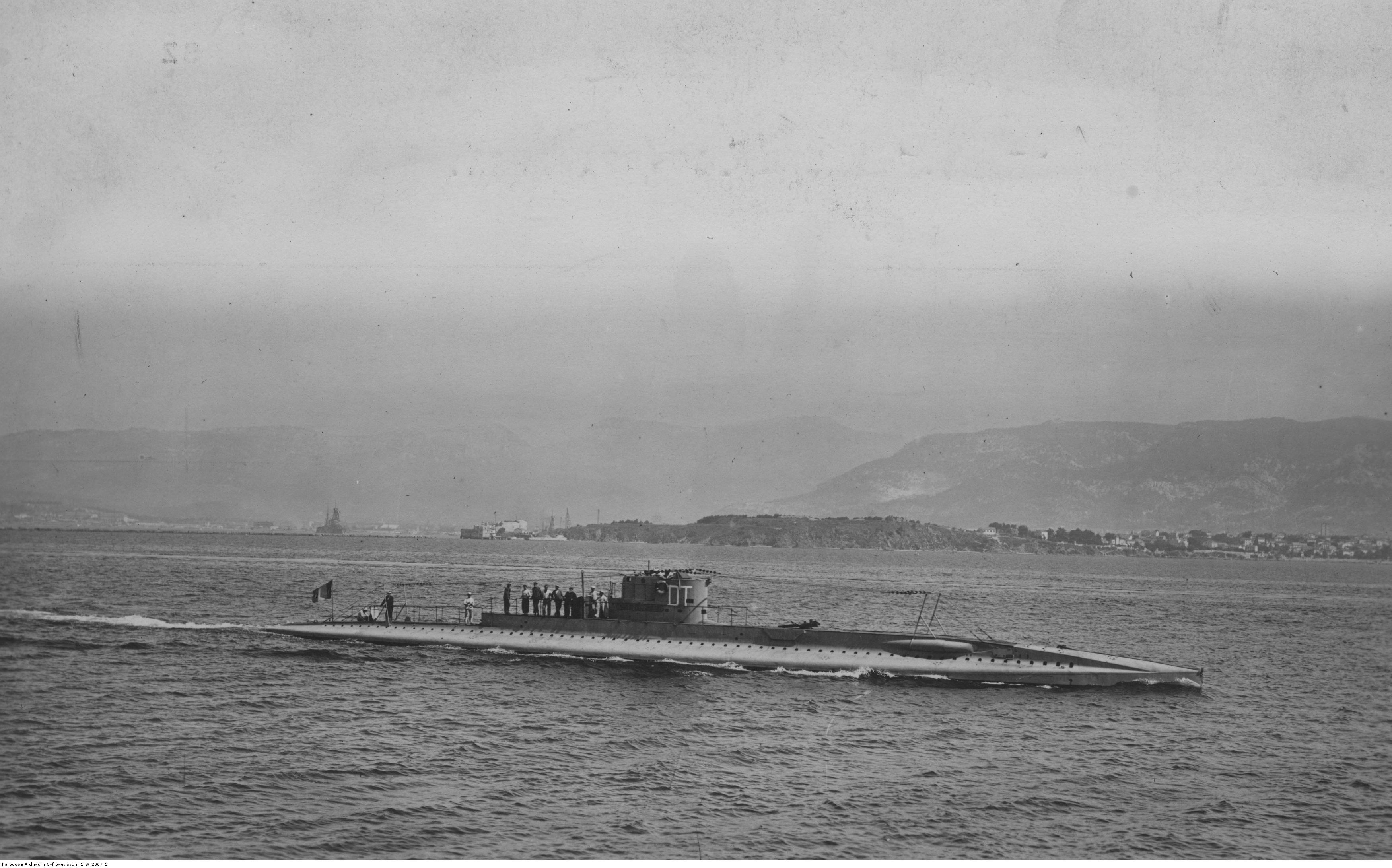
„Louis Dupetit-Thouars” (SC7)

- „Plongeur” – 1 okręt, 1860–1867[1]
- „Gymnôte” (Q1) – 1 okręt, 1887–1888[2]
- „Gustave Zédé” (Q2) – 1 okręt, 1889–1898[2]
- typ  Morse – 3 okręty, 1897–1902[3]
  - „Morse” (Q3) • „Français” (Q11) • „Algérien” (Q12)
- „Narval” (Q4) – 1 okręt, 1898–1900[2]
- typ Sirène – 4 okręty, 1900–1902[4]
  - „Sirène” (Q5) • „Triton” (Q6) • „Espadon” (Q13) • „Silure” (Q14)
- typ Farfadet – 4 okręty, 1900–1903[4]
  - „Farfadet” (Q7) • „Korrigan” (Q8) • „Gnôme” (Q9) • „Lutin” (Q10)
- typ Naïade – 20 okrętów, 1903–1905[4]
  - „Naïade” (Q15) • „Protée” (Q16) • „Perle” (Q17) • „Esturgeon” (Q18) • „Bonite” (Q19) • „Thon” (Q20) • „Souffleur” (Q21) • „Dorade” (Q22) • „Lynx” (Q23) • „Ludion” (Q24) • „Loutre” (Q25) • „Castor” (Q26) • „Phoque” (Q27) • „Otarie” (Q28) • „Méduse” (Q29) • „Oursin” (Q30) • „Grondin” (Q31) • „Anguille” (Q32) • „Alose” (Q33) • „Truite” (Q34)
- „X” (Q35) – 1 okręt, 1903–1905[4]
- „Z” (Q36) – 1 okręt, 1903–1905[4]
- typ Aigrette – 2 okręty, 1903–1905[5]
  - „Aigrette” (Q38) • „Cigogne” (Q39)
- typ Émeraude – 6 okrętów, 1903–1910[5]
  - „Émeraude” (Q41) • „Opale” (Q42) • „Rubis” (Q43) • „Saphir” (Q44) • „Topaze” (Q45) • „Turquoise” (Q46)
- „Omega” (Q40) – 1 okręt, 1903–1911[5]
- „Y” (Q37) – 1 okręt, 1905–1906[5]
- typ Circé – 2 okręty, 1905–1909[5]
  - „Circé” (Q47) • „Calypso” (Q48)
- typ Pluviôse – 18 okrętów, 1906–1911[6]
  - „Pluviôse” (Q51) • „Ventôse” (Q52) • „Germinal” (Q53) • „Floréal” (Q54) • „Prairial” (Q55) • „Messidor” (Q56) • „Thermidor” (Q57) • „Fructidor” (Q58) • „Vendémiaire” (Q59) • „Papin” (Q64) • „Fresnel” (Q65) • „Berthelot” (Q66) • „Monge” (Q67) • „Ampère” (Q68) • „Gay-Lussac” (Q69) • „Watt” (Q75) • „Cugnot” (Q76) • „Giffard” (Q77)
- typ Brumaire – 16 okrętów, 1906–1914[6]
  - „Brumaire” (Q60) • „Frimaire” (Q62) • „Nivôse” (Q63) • „Foucault” (Q70) • „Euler” (Q71) • „Franklin” (Q72) • „Faraday” (Q78) • „Volta” (Q79) • „Newton” (Q80) • „Montgolfier” (Q81) • „Bernouilli” (Q83) • „Joule” (Q84) • „Coulomb” (Q85) • „Arago” (Q86) • „Curie” (Q87) • „Le Verrier” (Q88)
- „Charles Brun” (Q89) – 1 okręt, 1907–1913[7]
- „Archimède” (Q73) – 1 okręt, 1908–1911[7]
- „Mariotte” (Q74) – 1 okręt, 1908–1913[7]
- „Amiral Bourgois” (Q82) – 1 okręt, 1908–1914[7]
- typ Clorinde – 2 okręty, 1910–1917[7]
  - „Clorinde” (Q90) • „Cornélie” (Q91)
- typ Gustave Zédé – 2 okręty, 1911–1916[7]
  - „Gustave Zédé” (Q92) • „Néréïde” (Q93)
- typ Amphitrite – 8 okrętów, 1911–1918[8]
  - „Amphitrite” (Q94) • „Astrée” (Q95) • „Artémis” (Q96) • „Aréthuse” (Q97) • „Atalante” (Q98) • „Amarante” (Q99) • „Ariane” (Q100) • „Andromaque” (Q101)
- typ Bellone – 3 okręty, 1912–1917[8]
  - „Bellone” (Q102) • „Hermione” (Q103) • „Gorgone” (Q104)
- typ Diane – 2 okręty, 1912–1917[8]
  - „Diane” (Q107) • „Daphné” (Q108)
- typ Armide(inne języki) – 3 okręty, 1912–1917[9]
  - „Armide” (SD2) • „Antigone” (SD3) • „Amazone” (SD4)
- typ Dupuy de Lôme – 2 okręty, 1913–1916[8]
  - „Dupuy de Lôme” (Q105) • „Sané” (Q106)
- typ Joessel – 2 okręty, 1913–1920[8]
  - „Joessel” (Q109) • „Fulton” (Q110)
- typ Lagrange – 4 okręty, 1913–1924[9]
  - „Lagrange” (Q112) • „Romazzotti” (Q114) • „Laplace” (Q111) • „Regnault” (Q113)
- typ Delfin – 2 okręty, 1909–1912, przejęte 1917[10]
  - „Delfin” • „Xifias”
- „Roland Morillot” (E1) – 1 okręt, 1915–1916, przejęty 1917[11]
- „Victor Réveille” (E11) – 1 okręt, 1915–1916, przejęty 1918[11]
- typ Jean Autric – 4 okręty, 1916–1917, przejęte 1918–1919[11]
  - „Jean Autric” (E3) • „Léon Mignot” (E4) • „Pierre Marrast” (E5) • „Jean Roulier” (E6)
- „René Audry” (E10) – 1 okręt, 1916–1918, przejęty 1918[11]
- „Halbronn” (E2) – 1 okręt, 1916–1918, przejęty 1918[11]
- typ Trinité-Schillemans – 3 okręty, 1917–1919, przejęte 1918–1919[11]
  - „Trinité-Schillemans” (E8) • „Carrisan” (E7) • „Jean Corre” (E9)
- typ O’Byrne – 3 okręty, 1917–1921[9]
  - „O’Byrne” (SC5) • „Henri Fournier” (SC6) • „Louis Dupetit-Thouars” (SC7)
- „Maurice Callot” (NN1) – 1 okręt, 1917–1922[12]
- „Pierre Chailley” (NN2) – 1 okręt, 1917–1922[12]

### Lata 1923–1947

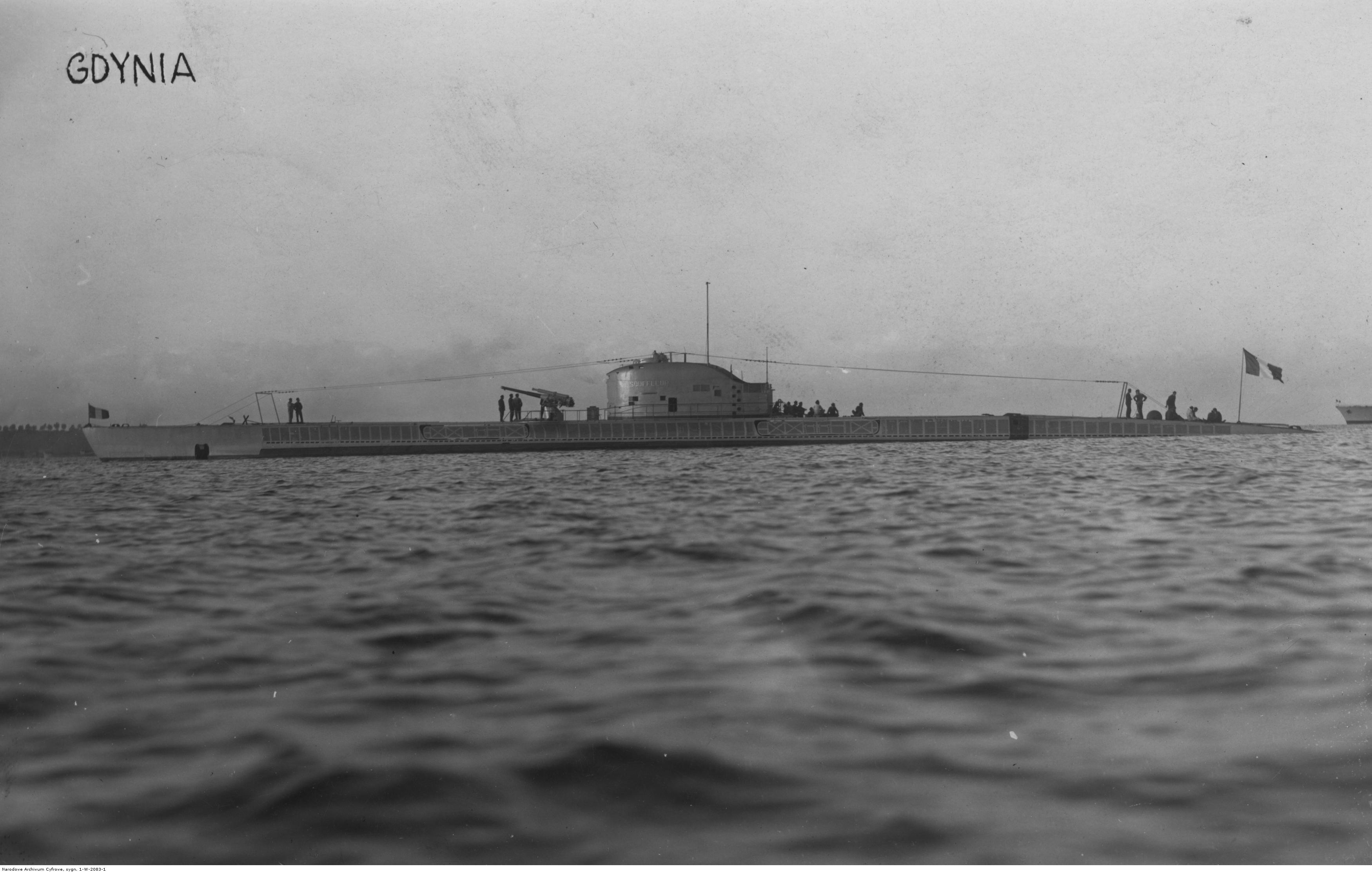
„Souffleur” (Q116)

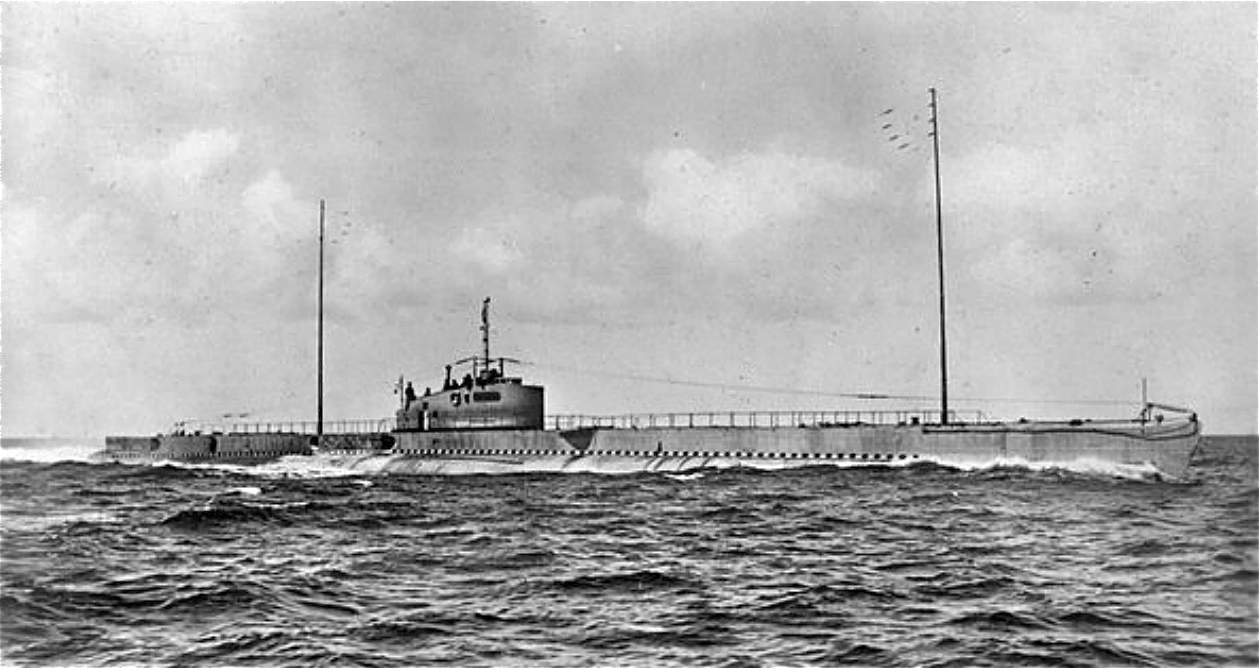
„Prométhée” (Q153)

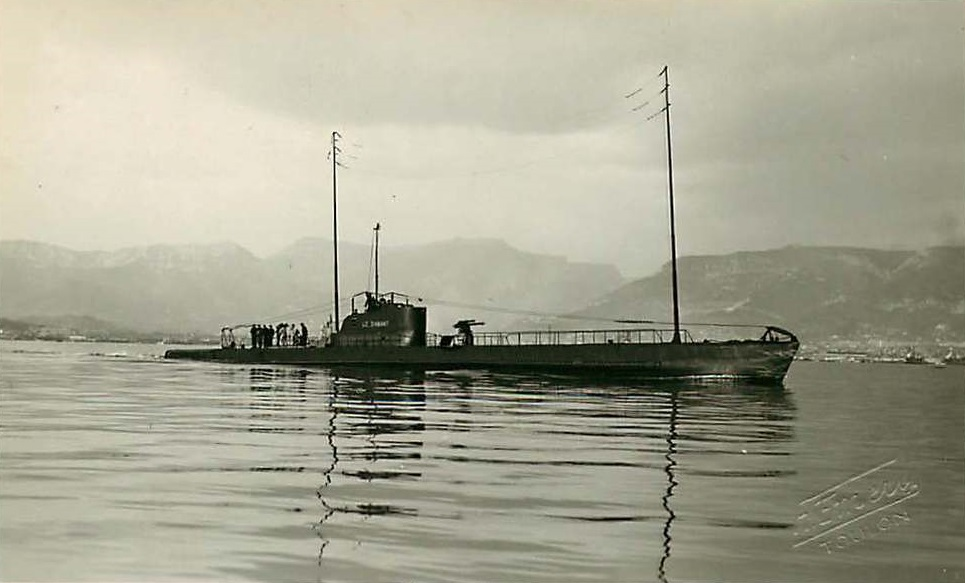
„Diamant” (Q173)

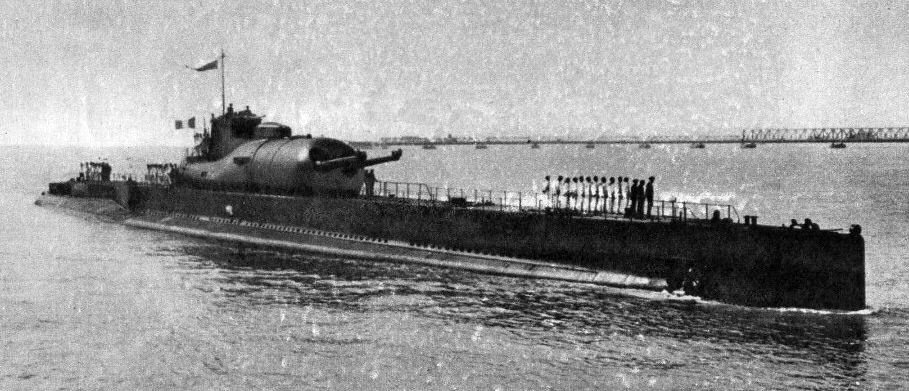
„Surcouf” (Q49)

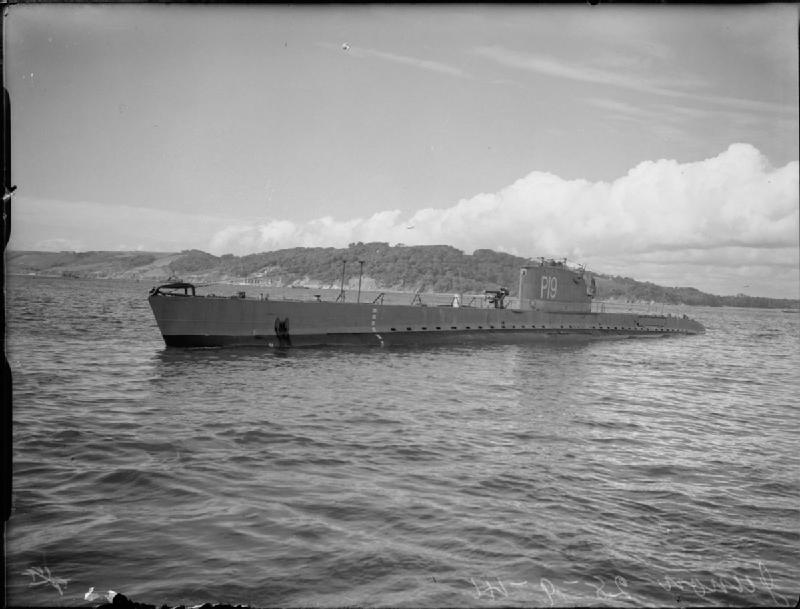
„Junon” (Q186)

- typ Requin – 9 okrętów, 1923–1928[13]
  - „Requin” (Q115) • „Souffleur” (Q116) • „Morse” (Q117) • „Narval” (Q118) • „Marsouin” (Q119) • „Dauphin” (Q120) • „Caïman” (Q127) • „Phoque” (Q128) • „Espadon” (Q129)
- typ Sirène – 4 okręty, 1923–1927[13]
  - „Sirène” (Q123) • „Naïade” (Q124) • „Galatée” (Q132) • „Nymphe” (Q133)
- typ Ariane – 4 okręty, 1923–1929[14]
  - „Ondine” (Q121) • „Ariane” (Q122) • „Eurydice” (Q130) • „Danaé” (Q131)
- typ Circé – 4 okręty, 1923–1930[14]
  - „Circé” (Q125) • „Calypso” (Q126) • „Thétis” (Q134) • „Doris” (Q135)
- typ Redoutable – 31 okrętów, 1924–1939[14]
  - „Redoutable” (Q136) • „Vengeur” (Q137) • „Pascal” (Q138) • „Pasteur” (Q139) • „Henri Poincaré” (Q140) • „Poncelet” (Q141) • „Archimède” (Q142) • „Fresnel” (Q143) • „Monge” (Q144) • „Achille” (Q147) • „Ajax” (Q148) • „Actéon” (Q149) • „Achéron” (Q150) • „Argo” (Q151) • „Prométhée” (Q153) • „Persée” (Q154) • „Protée” (Q155) • „Pégase” (Q156) • „Phénix” (Q157) • „L’Espoir” (Q167) • „Le Glorieux” (Q168) • „Le Centaure” (Q169) • „Le Héros” (Q170) • „Le Conquérant” (Q171) • „Le Tonnant” (Q172) • „Agosta” (Q178) • „Bévéziers” (Q179) • „Ouessant” (Q180) • „Sidi Ferruch” (Q181) • „Sfax” (Q182) • „Casabianca” (Q183)
- typ Saphir – 6 okrętów, 1925–1937[15]
  - „Saphir” (Q145) • „Turquoise” (Q146) • „Nautilus” (Q152) • „Rubis” (Q158) • „Diamant” (Q173) • „Perle” (Q184)
- typ Diane – 9 okrętów, 1927–1934[16]
  - „Diane” (NN4) • „Méduse” (NN5) • „Antiope” (Q160) • „Amphitrite” (Q159) • „Amazone” (Q161) • „Orphée” (Q163) • „Oréade” (Q164) • „La Sibylle” (Q175) • „La Psyché” (Q174)
- „Surcouf” (Q49) – 1 okręt, 1927–1934[15]
- typ Orion – 2 okręty, 1928–1932[16]
  - „Orion” (Q165) • „Ondine” (Q166)
- typ Argonaute – 5 okrętów, 1928–1935[15]
  - „Argonaute” (NN6) • „Aréthuse” (NN7) • „Atalante” (Q162) • „La Vestale” (Q176) • „La Sultane” (Q177)
- typ Minerve – 6 okrętów, 1931–1939[16]
  - „Minerve” (Q185) • „Junon” (Q186) • „Vénus” (Q187) • „Iris” (Q188) • „Pallas” (Q189) • „Cérès” (Q190)
- typ Aurore(inne języki) – 15 okrętów, 1935–1942[16]
  - „Aurore” (Q192) • „La Créole” (Q193) • „La Bayadère” (Q194) • „La Favorite” (Q195) • „L’Africaine” (Q196)(inne języki) • „L’Astrée” (Q200)(inne języki) • „L’Andromède” (Q201) • „L’Antigone” (Q202) • „L’Andromaque” (Q203) • „L’Artémise” (Q206) • „L’Armide” (Q207) • „L’Hermione” (Q211) • „La Gorgone” (Q212) • „La Clorinde” (Q213) • „La Cornélie” (Q214)
- typ Roland Morillot – 5 okrętów, 1937–1940[17]
  - „Roland Morillot” (Q191) • „La Praya” (Q198) • „La Martinique” (Q199) • „La Guadeloupe” (Q204) • „La Réunion” (Q205)
- typ Émeraude – 4 okręty, 1938–1940[17]
  - „Émeraude” (Q197) • „L’Agate” (Q208) • „Le Corail” (Q209) • „L’Escarbouche” (Q210)
- „Curie” (P67) – 1 okręt, 1942–1943[17]
- „Narval” (T4) – 1 okręt, 1940–1942, przejęty 1944[17]
- typ Doris – 2 okręty, 1943–1944, przejęte 1944[17]
  - „Doris” (T2) • „Morse” (T3)
- „Bouan” (E15)(inne języki) – 1 okręt, 1940–1941, przejęty 1945[18]
- typ Millé – 2 okręty, 1941–1943, przejęte 1946–1947[19]
  - „Millé” (E16) • „Laubie” (E17)
- „Roland Morillot” (E13) – 1 okręt, 1944, przejęty 1946[17]
- E12 – 1 okręt, 1944, przejęty 1946[17]
- „Blaison” (E14) – 1 okręt, 1939–1940, przejęty 1947[18]

### Lata 1948–2001

Okręty typu Narval

- typ La Créole(inne języki) – 5 okrętów, 1937–1954[20]
  - „La Créole” (S606) • „L’Africaine” (S607) • „L’Astrée” (S608) • „L’Andromède” (S601) • „L’Artémise” (S603)
- typ Saphir – 4 okręty, 1940–1944, przejęte 1952[20]
  - „Saphir” (P64)(inne języki) • „La Sibylle” (P4) • „Sirène” (P227) • „La Sultane” (P1)
- typ Narval – 6 okrętów, 1951–1960[20]
  - „Narval” (S631) • „Marsouin” (S632) • „Dauphin” (S633) • „Requin” (S634) • „Espadon” (S637) • „Morse” (S638)
- typ Aréthuse – 4 okręty, 1955–1960[21]
  - „Aréthuse” (S635) • „Argonaute” (S636) • „Amazone” (S639) • „Ariane” (S640)
- typ Daphné – 11 okrętów, 1958–1970[21]
  - „Daphné” (S641) • „Diane” (S642) • „Doris” (S643) • „Eurydice” (S644) • „Flore” (S645) • „Galatée” (S646) • „Minerve” (S647) • „Junon” (S648) • „Vénus” (S649) • „Psyché” (S650) • „Sirène” (S651)
- typ Agosta – 4 okręty, 1972–1978[22]
  - „Agosta” (S620) • „Bévéziers” (S621) • „La Praya” (S622) • „Ouessant” (S623)

## Miniaturowe okręty
- typ E18 – 4 okręty, 1945, przejęte 1946[23]
  - E18 • E19 • E20 • E21

## Okręty o napędzie nuklearnym

### Okręty myśliwskie

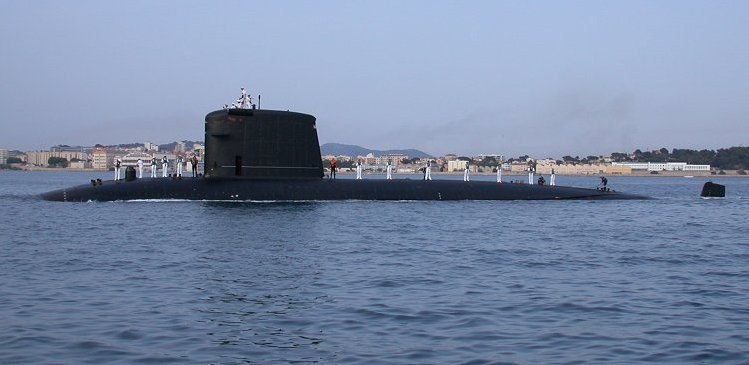
„Saphir” (S602)

- typ Rubis – 6 okrętów, 1976–1993[24]
  - „Rubis” (S601) • „Saphir” (S602) • „Casabianca” (S603) • „Émeraude” (S604) • „Améthyste” (S605) • „Perle” (S606)
- typ Suffren – 6 okrętów, 2007 – obecnie[25]
  - „Suffren” (S635) • „Duguay-Trouin” (S636)(inne języki) • „Tourville” (S637)(inne języki) • „De Grasse” • „Rubis” • „Casabianca”

### Okręty z pociskami balistycznymi

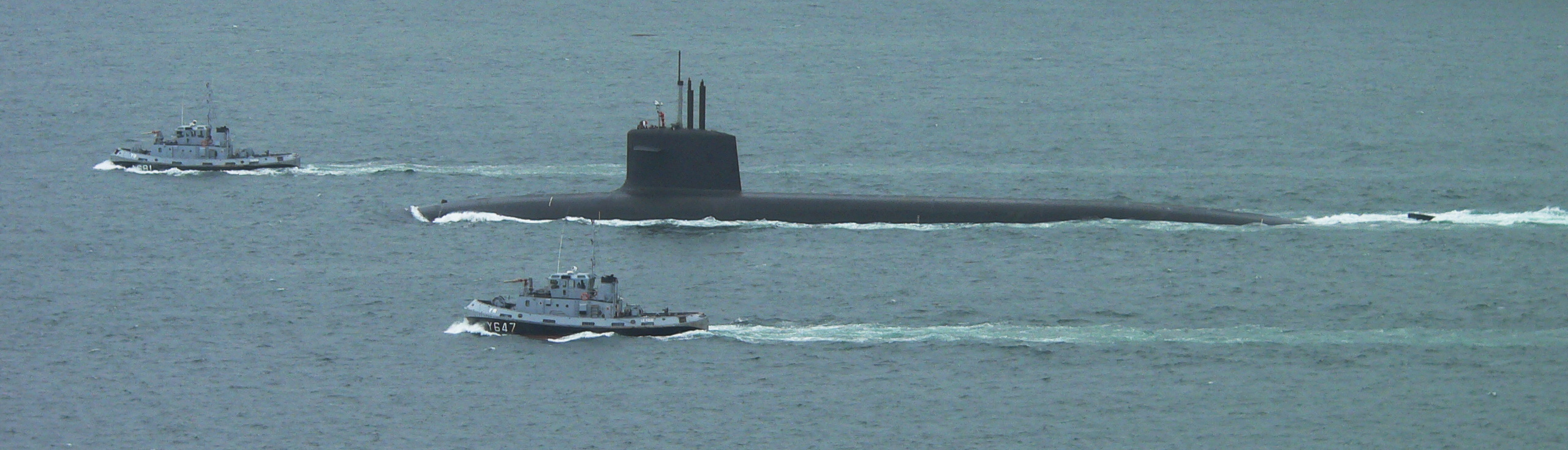
„Le Terrible” (S619)

- „Gymnôte” (S655) – 1 okręt, 1963–1966[26]
- typ Le Redoutable – 6 okrętów, 1964–1985[26]
  - „Le Redoutable” (S611) • „Le Terrible” (S612) • „Le Foudroyant” (S610) • „L’Indomptable” (S613) • „Le Tonnant” (S614) • „L’Inflexible” (S615)
- typ Le Triomphant – 4 okręty, 1989–2010[24]
  - „Le Triomphant” (S616) • „Le Téméraire” (S617) • „Le Vigilant” (S618) • „Le Terrible” (S619)